# Сухая Водла
Сухая Водла — река в России, протекает по Пудожскому району Карелии.
Вытекает из северной части Водлозера, в 5 км восточнее деревни Коскосалма. Течёт сперва на восток, затем, перед устьем Чиргамы, поворачивает на юг. В верхнем течении протекает по территории Водлозерского национального парка.
Сливаясь с Вамой, образует Водлу, являясь её левой составляющей. Длина реки — 38 км, площадь водосборного бассейна (без учёта бассейна Водлозера) — 248 км². Высота устья — 85,6 м над уровнем моря. Высота истока — 136,3 м над уровнем моря.
Притоки (от устья к истоку):
- Нижняя Пеза (правый)
- Верхняя Пеза (левый, 9 км от устья)
- Чиргама (левый, 17 км от устья)
- Ламбуда (27 км от устья)
- Шошта (36 км от устья)

Система водного объекта: Водла → Онежское озеро → Свирь → Ладожское озеро → Нева → Балтийское море.

## Данные водного реестра
По данным государственного водного реестра России относится к Балтийскому бассейновому округу, водохозяйственный участок реки — Водла, речной подбассейн реки — Свирь (включая реки бассейна Онежского озера). Относится к речному бассейну реки Нева (включая бассейны рек Онежского и Ладожского озера).
Код объекта в государственном водном реестре — 01040100412102000016159.

## Топографические карты
- Лист карты P-37-XIII,XIV Водла. Масштаб: 1 : 200 000. Указать дату выпуска/состояния местности.